# Histoire générale de l’Afrique
Histoire générale de l’Afrique (Allgemeine Geschichte Afrikas) ist eine unter der Direction historique von Ibrahima Baba Kaké und Elikia M'Bokolo herausgegebene französische Buchreihe zur Geschichte Afrikas, die auch die meisten Bände beisteuerten. Die Reihe umfasst 12 Bände und erschien 1977–1979 in Paris. Die Reihe wurde von Dan Franck für den A.B.C. (Afrique biblio-club) produziert in der Rue du Château-d’Eau 9, 75010 Paris. Eine andere vom A.B.C. herausgegebene Reihe ist Grandes figures africaines.

## Bände
- 1 L'Afrique, berceau de l'humanite, préhistoire et antiquité. Ibrahima Baba Kaké.
- 2 L'ere des grands empires : le Moyen Age africain. Ibrahima B Kaké
- 3 La dislocation des grands empires : l'afrique occidentale du XVIe au XVIIIe siècle. Ibrahima B Kaké
- 4 L'Afrique moderne, l'Afrique centrale et orientale du XVIe au XVIIIe siècle. Elikia M'Bokolo
- 5 La dispersion des bantou, l'Afrique australe du XVIe au XVIIIe siècle. Elikia M'Bokolo
- 6 La Traite négrière, l'Afrique brisée. Ibrahima Baba Kaké
- 7 Des missionnaires aux explorateurs, les Européens en Afrique. Elikia M'Bokolo
- 8 L'Afrique coloniale, de la conférence de Berlin, 1885, aux indépendances. Ibrahima Baba Kaké
- 9 Les grands résistants,[4] l'Afrique occidentale au XIXe et au XXe siècle. Ibrahima Baba Kaké
- 10 Résistances et messianismes, l'Afrique centrale au XIXe et au XXe siècle.[5] Elikia M'Bokolo und Isabelle Grenier
- 11 L'éveil de nationalisme, l'Est africain au XIXe et au XXe siècle. Elikia M'Bokolo
- 12 L'Ère des calamités, l'Afrique australe au XIXe et au XXe siècle. Elikia M'Bokolo